# Polnischer See- und Kolonialbund

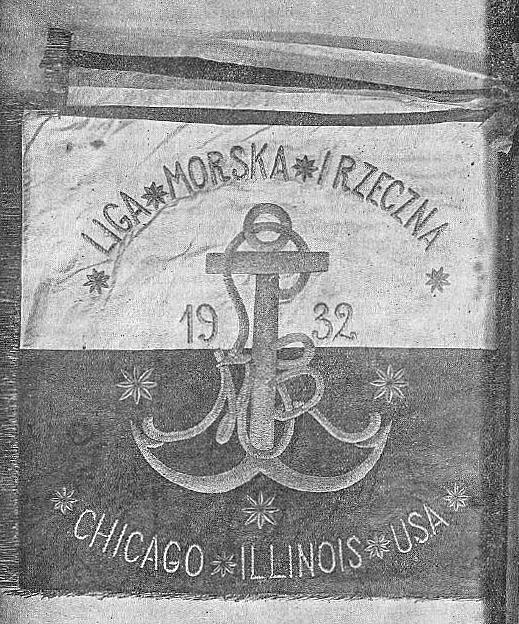
Die Fahne der Liga Morska

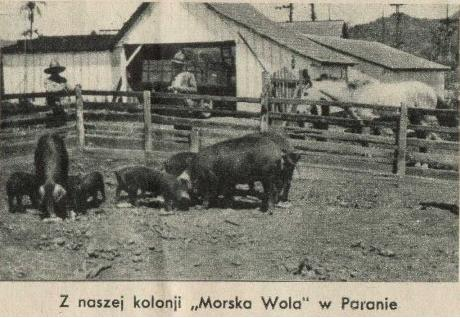
Morska Wola, Der Versuch einer polnischen Kolonie in Brasilien

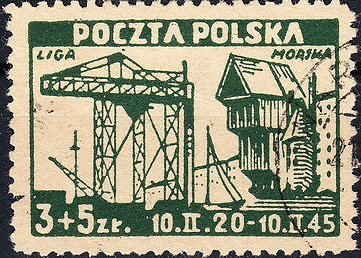
Das Danziger Krantor in einer polnischen Briefmarke erinnert an den polnischen See- und Kolonialbund 1945

Der See- und Kolonialbund (polnisch: Liga Morska i Kolonialna) war eine polnische Massenorganisation, die 1930 aus dem See- und Flussbund (Liga Morska i Rzeczna) hervorgegangen war. Er wurde bis 1936 von General Gustaw Orlicz-Dreszer geleitet. Wichtige Aktivisten waren auch der Geschäftsführer und Autor Michał Pankiewicz und der Segelsportenthusiast Mariusz Zaruski, der die Gründung mitangeregt hatte. Der Bund sollte die breite Bevölkerung mit Seefahrt und Welthandel bekannt machen und Bewusstsein für ein "Polen zur See" schaffen. Die Jugend wurde besonders durch Wassersport, Vorträge und Filmvorführung angesprochen. Er unterstützte aktiv die Entwicklung einer Handelsflotte und einer starken Marine, den raschen Ausbau der Hafenstadt Gdynia sowie die Schaffung polnischer Siedlungskolonien und überseeischer Besitztümer.

## Organisation
Zu den Ländern, die als geeignet für polnische Überseesiedlungen angesehen wurden, gehörten Nationen wie Brasilien, Panama, Peru, Liberia, das portugiesische Mosambik und französische Besitzungen in Afrika wie Madagaskar. Die Organisation erfreute sich großer Beliebtheit und hatte 1939 rund eine Million Mitglieder.

## Geschichte
Die Wurzeln der Liga lassen sich bis zum Herbst 1918, den ersten Tagen der Zweiten Polnischen Republik, zurückverfolgen. Am 1. Oktober 1918 gründete eine Gruppe von 25 jungen Männern eine Organisation namens Polska Bandera (Polnische Flagge), deren Ziel es war, das Meer unter den Polen bekannt zu machen und die Jugend zur Teilnahme an der Seeschifffahrt zu ermutigen. Die von einflussreichen Politikern unterstützte Organisation wuchs schnell. Im Mai 1919 in die Liga der Polnischen Schifffahrt (Liga Żeglugi Polskiej) umgewandelt. Fünf Jahre später wurde der Name erneut in See- und Kolonialbund (Liga Morska i Rzeczna) geändert. Ende 1925 brachte sie ihre erste Monatszeitschrift Das Meer heraus. Im Jahr 1939 hieß die Zeitschrift Das Meer und die Kolonien. Die ersten Forderungen nach polnischen Kolonien wurden auf dem ersten Kongress des Völkerbundes (Katowice, Oktober 1928) gestellt. Zwei Jahre später, auf dem dritten und letzten Kongress in Gdynia, erhielt die Organisation ihren bekanntesten Namen,  See- und Kolonialbund.

## Aktivitäten
Ursprünglich war die Liga eine Körperschaft des öffentlichen Rechts mit begrenzter Mitgliedschaft. Bald darauf wurde sie von der Regierung übernommen und wurde zu einem Werkzeug ihrer Kolonialagitation. 1933 erklärte Fürst Janusz Radziwiłł, Mitglied des polnischen Parlaments, dass, wenn Deutschland seine ehemaligen Kolonien zurückerhalten sollte – eine Forderung des deutschen Reichskolonialbundes –, Polen einen Anteil erhalten sollte, als Rechtsnachfolger in Regionen des ehemaligen Deutschen Kaiserreiches. Darüber hinaus argumentierten einige polnische Politiker, dass die Schulden, die die Welt Polen schuldete, um Europa vor einer kommunistischen Invasion zu retten, mit Kolonien beglichen werden sollten. Während der 1930er Jahre organisierte die Liga Massendemonstrationen, sammelte Geld und veröffentlichte Materialien. Unter den Menschen, die an Demonstrationen teilnahmen, waren Geistliche und Regierungsmitglieder. Im Sommer 1937 erstellte das polnische Außenministerium ein Dokument mit dem Titel "Kolonialthesen Polens", und im September desselben Jahres forderte Polen während der Sitzung des Völkerbundes offiziell Kolonien. Die polnischen Forderungen wurden jedoch von den Westmächten ignoriert, da weder Frankreich noch Großbritannien ihre Besitztümer aufgeben wollten. Polen hat jedoch nie die Möglichkeit einer bewaffneten Eroberung von Überseegebieten in Betracht gezogen und auf eine Zollunion mit kleineren und weniger bedeutenden Kolonialmächten wie Belgien und Portugal gesetzt. Einige Historiker argumentieren, dass die polnische Regierung den Kolonialismus gefördert habe, um das Problem der chronischen Überbevölkerung und Arbeitslosigkeit in einigen Gebieten des Landes zu lösen. Außerdem äußerten die Polen den Wunsch nach Rohstoffen wie Mineralien und Holz, insbesondere nach denen, die in Liberia gefunden werden.
Abgesehen von Kolonien konzentrierten sich die Aktivitäten der Mitglieder des Bundes auf den Auf- und Ausbau der polnischen Marine. In den frühen 1930er Jahren gründete die Liga einen Sonderfonds, der innerhalb von zwei Jahren 5.000.000 Zloty sammelte. Das Geld wurde der Regierung der Polnischen Republik zum Zweck des möglichst schnellen Baus eines U-Bootes für die polnische Marine übergeben. So wurde das legendäre ORP Orzeł finanziert. 1938 wurde auf Initiative von General Mariusz Zaruski der Bau des Segelschiffs Generał Zaruski zum Aufbau einer Flottille für Seeaufklärung in Auftrag gegeben.